# Strandeiland
Strandeiland, île de la plage, est une île artificielle en construction et un futur quartier résidentiel d'Amsterdam, à Amsterdam-Est et dans le quartier d'IJburg.
En 2023, l’île a été en grande partie récupérée, mais la construction de logements n’a pas encore commencée.
Environ 8 000 logements seront construits sur Strandeiland, pour environ 20 000 habitants, faisant de ce projet l'un des plus grands futurs quartiers urbains d'Amsterdam. La construction de logements pourrait démarrer vers 2023. En plus des logements, environ 120 000 mètres carrés seront disponibles à des fins commerciales et sociales et près de 6 hectares de verdure seront créés à des fins récréatives.